# Groveland (Idaho)
Groveland es un lugar designado por el censo ubicado en el condado de Bingham en el estado estadounidense de Idaho. En el Censo de 2010 tenía una población de 877 habitantes y una densidad poblacional de 147,41 personas por km².

## Geografía
Groveland se encuentra ubicado en las coordenadas 43°13′25″N 112°22′32″O / 43.22361, -112.37556. Según la Oficina del Censo de los Estados Unidos, Groveland tiene una superficie total de 5.95 km², de la cual 5.95 km² corresponden a tierra firme y (0%) 0 km² es agua.

## Demografía
Según el censo de 2010, había 877 personas residiendo en Groveland. La densidad de población era de 147,41 hab./km². De los 877 habitantes, Groveland estaba compuesto por el 91.68% blancos, el 0% eran afroamericanos, el 0.11% eran amerindios, el 0.8% eran asiáticos, el 0.23% eran isleños del Pacífico, el 6.04% eran de otras razas y el 1.14% pertenecían a dos o más razas. Del total de la población el 11.06% eran hispanos o latinos de cualquier raza.